# Skylar Sheppard
Skylar Sheppard (5 luglio 2005) è una sciatrice alpina statunitense.

## Biografia
Sciatrice polivalente attiva dal novembre del 2021, Skylar Sheppard ha esordito in Nor-Am Cup il 23 marzo 2022 a Sugarloaf in discesa libera (11ª); non ha debuttato in Coppa del Mondo e non ha preso parte a rassegne olimpiche o iridate.

## Palmarès

### Nor-Am Cup
- Miglior piazzamento in classifica generale: 27ª nel 2023